# 1-es busz (Balassagyarmat)
A balassagyarmati 1-es jelzésű autóbusz  a Kenessey Albert Kórház és a Vasútállomás között közlekedik mindennap. A járatot a városi önkormányzat megrendelésére a Volánbusz üzemelteti.

## Története
Balassagyarmat város tanácsa az 1960-as években döntött a helyi járat létrehozásáról. Az első járat a Vasútállomás és a Városi Tanács Kórház között indult meg, hogy az akkor még nagyobb forgalmú vasúton érkező környékbéli település lakosai könnyedén eljuthassanak a kórházhoz. A busz azóta változatlan útvonalon közlekedik, 1-es viszonylatszámmal.

## Járművek
Hétköznapokon egy Rába Contact 092 és egy Volvo 7000, hétvégén egy Volvo 7000 közlekedik a vonalon.

## Útvonala
| Vasútállomás felé                                                                                              | Kenessey Albert Kórház felé                                                                                    |
| --- | --- |
| Kenessey Albert Kórház – Rákóczi fejedelem út – Civitas Fortissima tér – Bajcsy-Zsilinszky utca – Vasútállomás | Vasútállomás – Bajcsy-Zsilinszky utca – Civitas Fortissima tér – Rákóczi fejedelem út – Kenessey Albert Kórház |

## Megállóhelyei
| 0 | Kenessey Albert Kórház végállomás | 7 | 7                        | Dr. Kenessey Albert Kórház-Rendelőintézet                                                                     |
| 1 | Rákóczi út 98.                    | 6 | 1C, 6, 7                 | Nyitnikék Óvoda                                                                                               |
| 2 | Dózsa György út                   | 5 | 1C, 7, 8                 | |
| 3 | Hunyadi utca                      | 4 | 1C, 2C, 4, 6, 6A, 7, 9A  | Mikszáth Kálmán Művelődési Központ, SSZC Szent-Györgyi Albert Gimnáziuma, Szakgimnáziuma és Szakközépiskolája |
| 4 | Civitas Fortissima tér            | 3 | 1C, 4, 6, 6A, 7, 7D, 9A  | városháza, vármegyeháza, Jánossy Képtár, Tornay Galéria, Balassagyarmati Törvényszék, Civitas Fortissima tér  |
| 7 | Vasútállomás végállomás           | 0 | 2A, 2C, 3 S750 S780 S790 | Balassagyarmat                                                                                                |

## Külső hivatkozások
- Valósidejű utastájékoztatás. KMKK Zrt.. [2018. augusztus 21-i dátummal az eredetiből archiválva]. (Hozzáférés: 2018. augusztus 21.)